# Art nouveau en Suisse

Villa Fallet, à La Chaux-de-Fonds, construite en 1906 par René Chapallaz est un exemple d'art nouveau en Suisse

L'Art nouveau en Suisse est un mouvement artistique du 19e et 20e siècle qui eut moins d'influence comparé à d'autre pays d'Europe.

## Histoire
Le seul centre de création Art nouveau de ce pays fut l'École d'art de La Chaux-de-Fonds dont le musée des beaux-arts conserve et expose une importante production.
Les vitraux de Józef Mehoffer qui a collaboré avec l'atelier Kirsch & Fleckner, installés aux chapelles latérales de la cathédrale Saint-Nicolas de Fribourg entre 1895 et 1918 ont influencé surtout la Suisse romande et une nouvelle génération d'artistes verriers. Ces vitraux occupent une place importante dans l'art sacré de l'Art nouveau par ses caractéristiques stylistiques et techniques.

## Critique
Les détracteurs de l'Art nouveau le nomment par dérision « style sapin » mais cette appellation est parfaitement assumée voire revendiquée par les acteurs de ce mouvement.

## Principaux créateurs

### En peinture
- Charles L’Eplattenier
- André Evard
- Marie-Louise Goering
- Henriette Grandjean
- Sophie L'Eplattenier
- Mary Golay

### En architecture
- L'architecte Flora Steiger-Crawford, dont la maison Sandreuter à Bâle est la première réalisation Art nouveau dans ce pays.
- Charles L’Eplattenier
- René Chapallaz
- Charles-Edouard Janneret (alias Le Corbusier)

### En sculpture
- Jeanne Perrochet

### En vitrail
- Józef Mehoffer

Vitraux de Józef Mehoffer dans la cathédrale à Fribourg
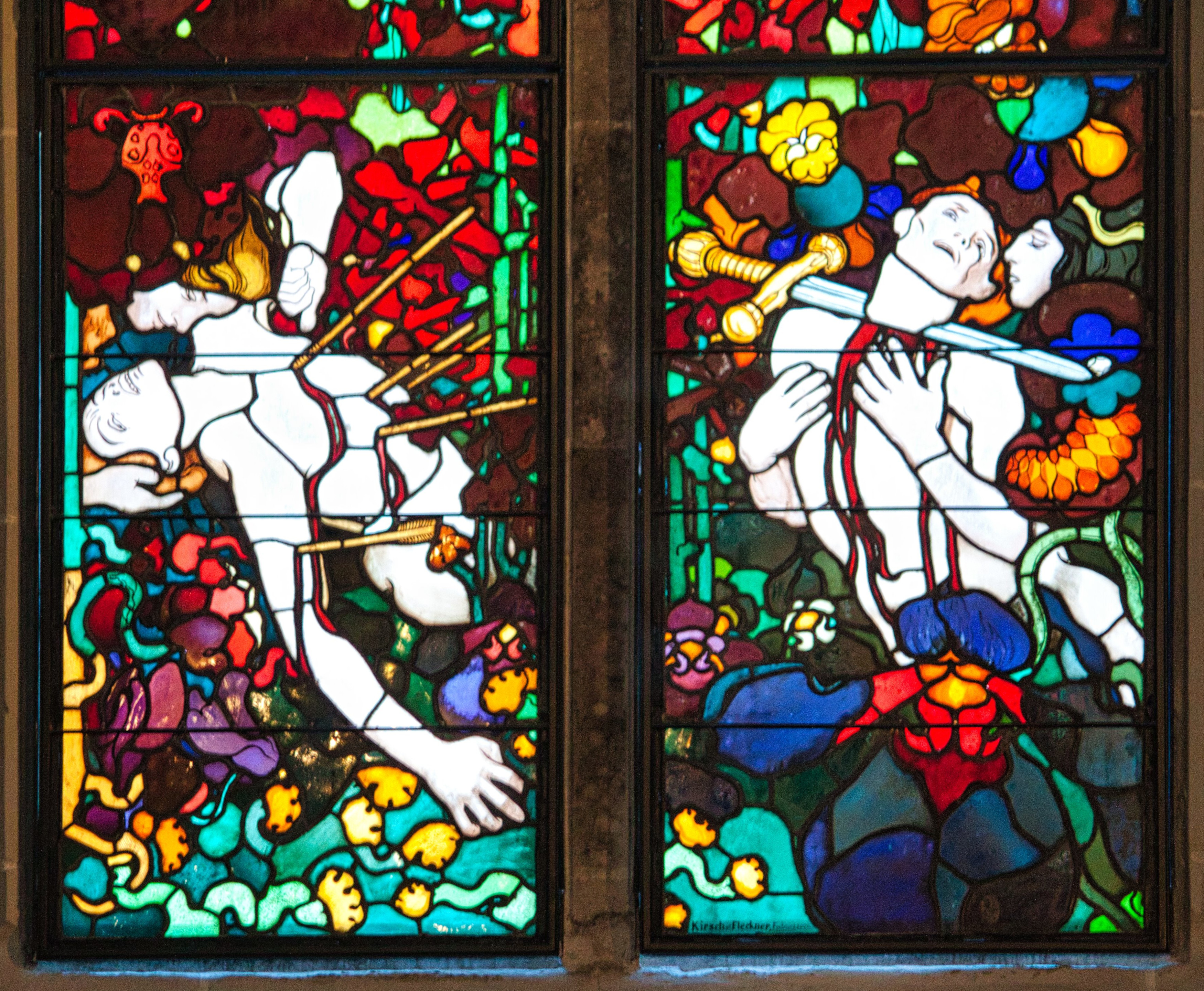
Détail montrant Sébastien et Maurice
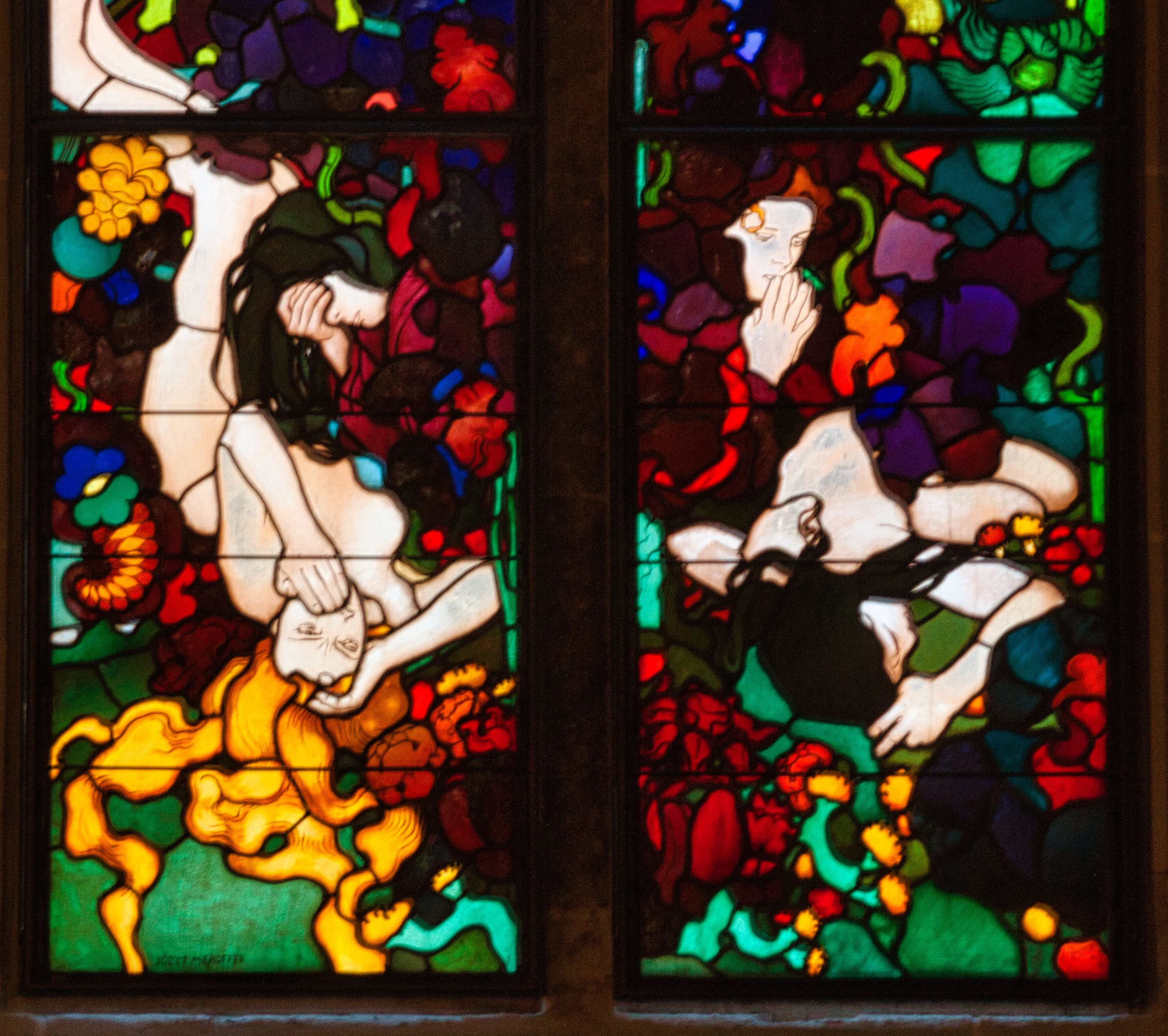
Détail montrant Catherine et Barbe
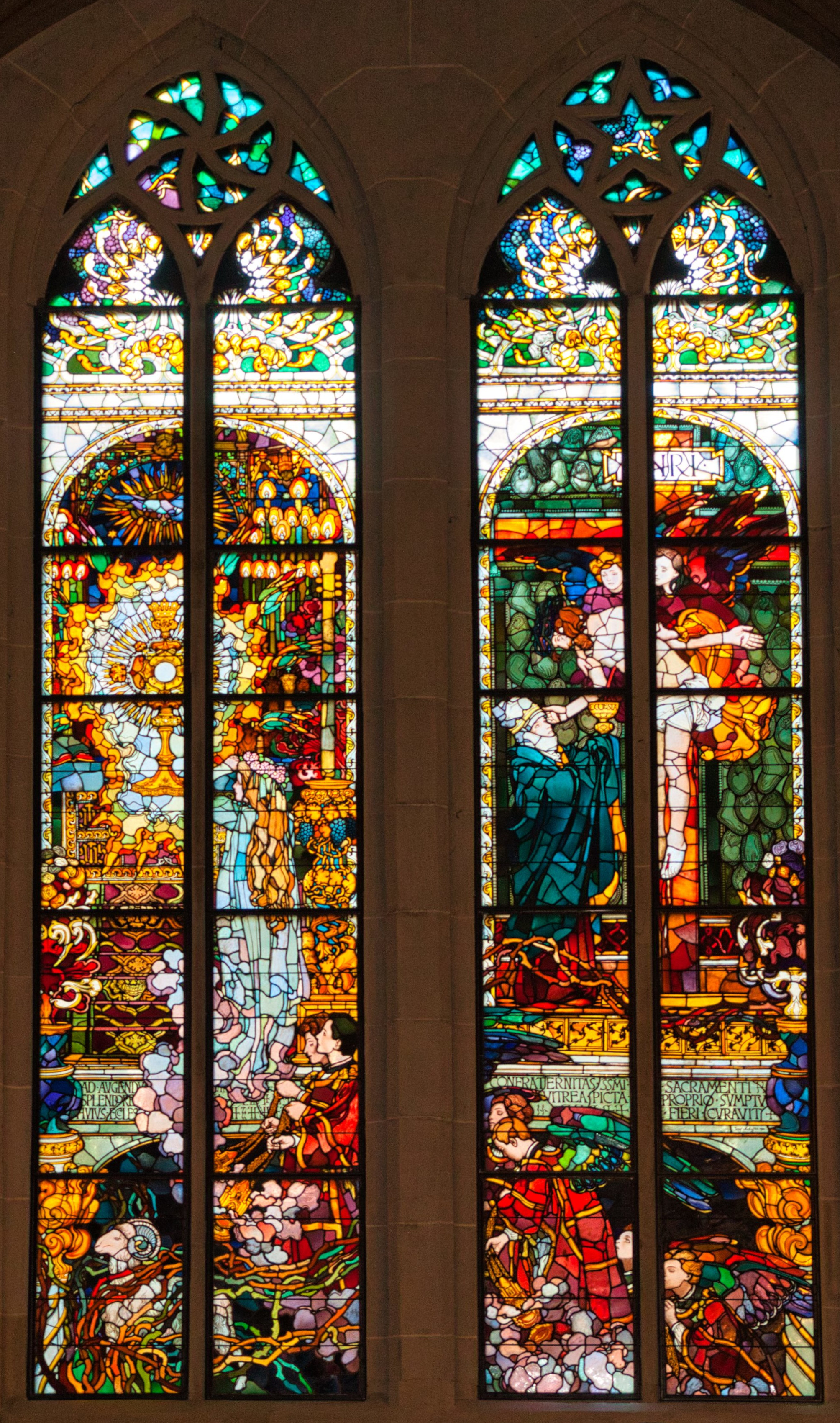
Eucharistie
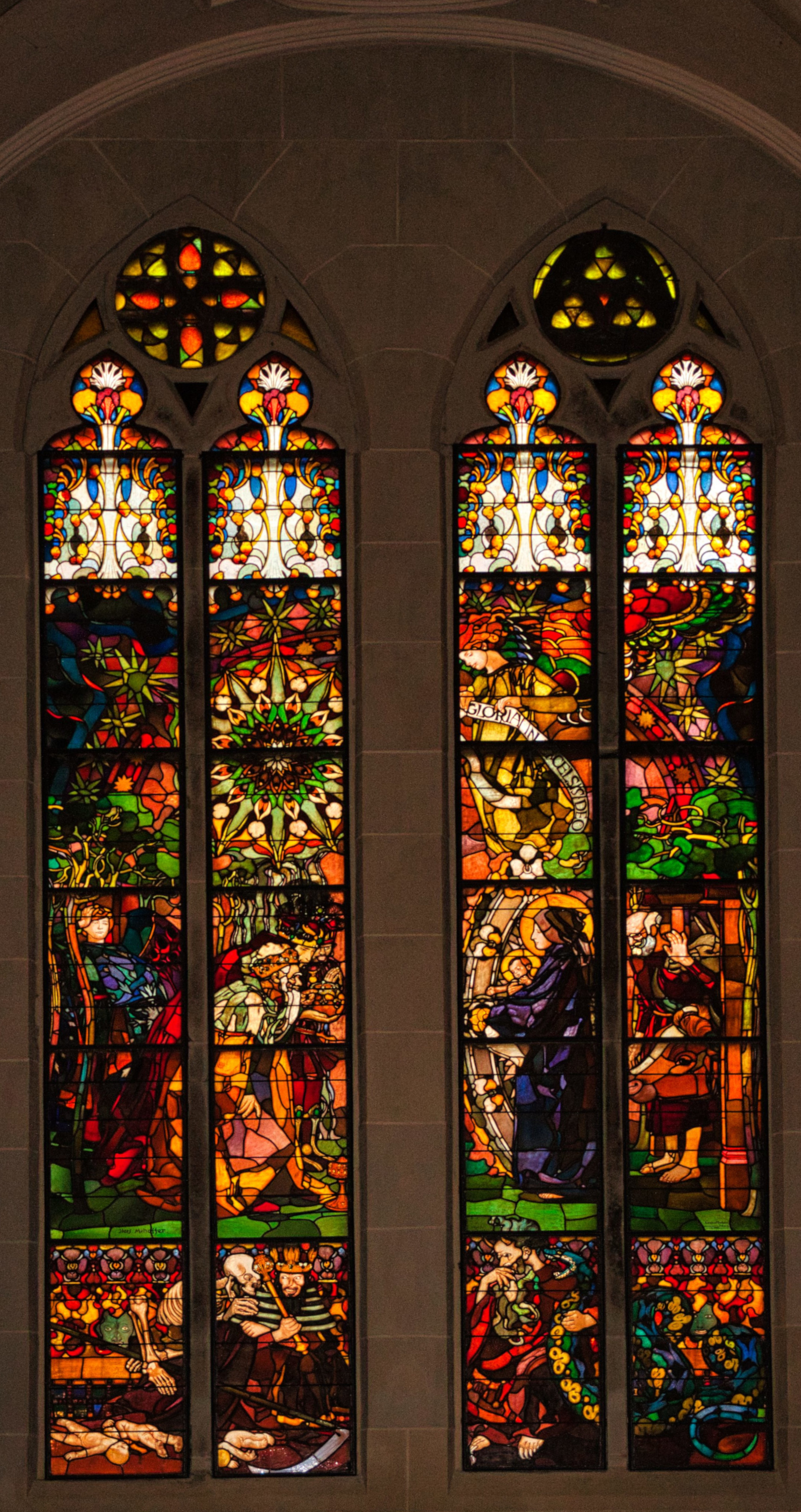
L'Adoration